# Symphytognathidae
Symphytognathidae là một họ nhện. Họ này gồm có 6 chi và 44 loài.

## Các chi
- Anapistula Gertsch, 1941 — Central and South America, Africa, Asia, Australia
- Anapogonia Simon, 1905 — Java
- Curimagua Forster & Platnick, 1977 — Panama, Venezuela
- Globignatha Balogh & Loksa, 1968 — Brazil, Belize
- Patu Marples, 1951 — Colombia, Oceania
- Symphytognatha Hickman, 1931 — Mexico to Brazil, Africa, Australia, New Guinea